# Jules Gabriel Hubert-Sauzeau
Jules Gabriel Hubert-Sauzeau né à Prahecq (Deux-Sèvres) le 3 septembre 1856 et mort à Niort (Deux-Sèvres) le 30 mars 1927 est un peintre français.

## Biographie
Issu d'une famille bourgeoise des Deux-Sèvres, Jules Gabriel Hubert-Sauzeau est diplômé ingénieur de l'école centrale des arts et manufactures (Promotion 1879). Mais il renonce à ses projets scientifiques pour peindre. Il s'inspire des paysages du Poitou et de ses habitants. Il va étudier la peinture à Paris à l'Académie Julian sous la direction de William Bouguereau et de Jean-Paul Laurens.
Il épouse Marie Marguerite Hélène Ferret, née à Port-d'Envaux. Elle lui donne un fils unique qui meurt à 20 ans en 1917, pendant la Première Guerre mondiale. Le portrait de son fils enfant est conservé au musée Bernard-d'Agesci à Niort.
Après avoir habité de 1896 à la guerre de 1914 au 8, rue Méchain dans le 14e arrondissement de Paris, Jules Gabriel Hubert-Sauzeau habitera au 6, rue Calabre à Saint-Maixent (Deux-Sèvres), avant de s'installer définitivement rue Paul-François-Proust à Niort en 1917.
Il expose ses œuvres dans des Salons régionaux, mais aussi et surtout à Paris : à la Société nationale des beaux-arts, au Salon d'hiver et au Salon des artistes français ;  il en fut sociétaire et y présente une toile figurant une femme en 1884.
Hubert-Sauzeau envoie deux aquarelles et huit huiles dont La Sèvre, Coin de jardin, La Mare aux fées, Les Raisins au Salon poitevin de Niort en 1903. Il présente un Portrait d'une aïeule au Salon des artistes français de 1910 (Niort, musée Bernard-d'Agesci). Il obtient une médaille section art moderne-peinture à Poitiers en 1922.
Il est membre[Quand ?] de la commission administrative des musées de la Ville de Niort. En 1926, il participe au Salon des beaux-arts de Niort, avant d'y mourir le 30 mars 1927. Il lègue une grande partie de son fonds d'atelier à la ville. L'artiste lègue également plusieurs toiles au musée Sainte-Croix de Poitiers, dont La Récolte en Poitou et La Moisson.
Son tableau Les Vendéens demandent à Cathelineau de prendre la tête de l'insurrection (1900) est conservé à Niort au musée Bernard-d'Agesci.

## Récompenses
- Médaille section art moderne-peinture, Poitiers, 1922.

## Œuvres
- Niort, musée Bernard-d'Agesci :

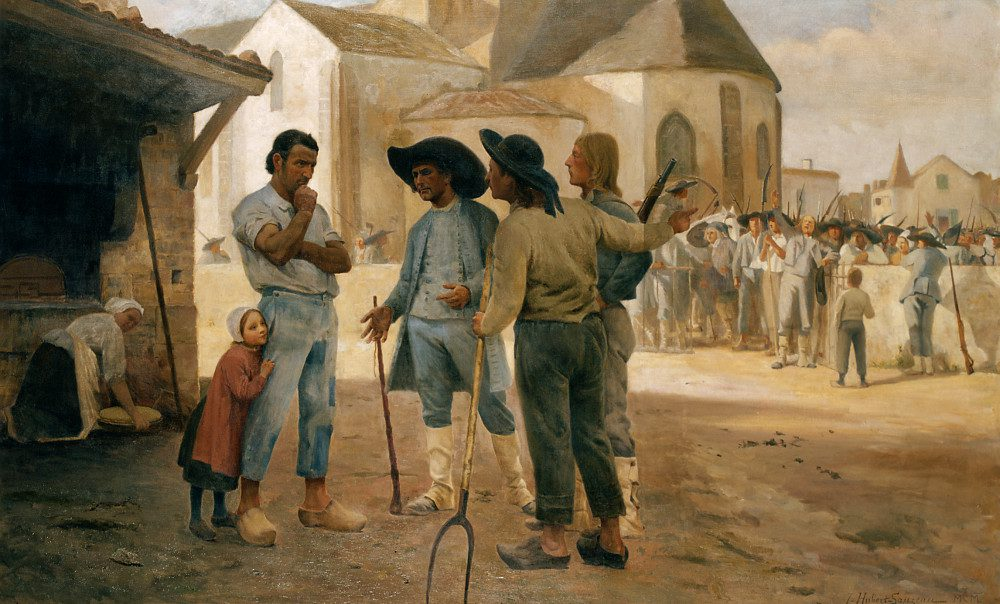
Les Vendéens demandent à Cathelineau de prendre la tête de l'insurrection, 1900, Niort, musée Bernard-d'Agesci.

  - Les Vendéens demandent à Cathelineau de prendre la tête de l'insurrection, 1900 ;
  - Portrait d'une aïeule, 1910.
- Localisation inconnue :
  - La Sèvre, 1903 ;
  - Coin de jardin, 1903 ;
  - La Mare aux fées, 1903 ;
  - Les Raisins, 1903.

## Expositions
- « Hubert-Sauzeau dévoilé… in vivo », rétrospective de l'œuvre du peintre, Niort, musée Bernard-d'Agesci, du 21 octobre 2022 au 17 septembre 2023[4].